# Bulbjerg
Koordinaten: 57° 9′ N, 9° 1′ O

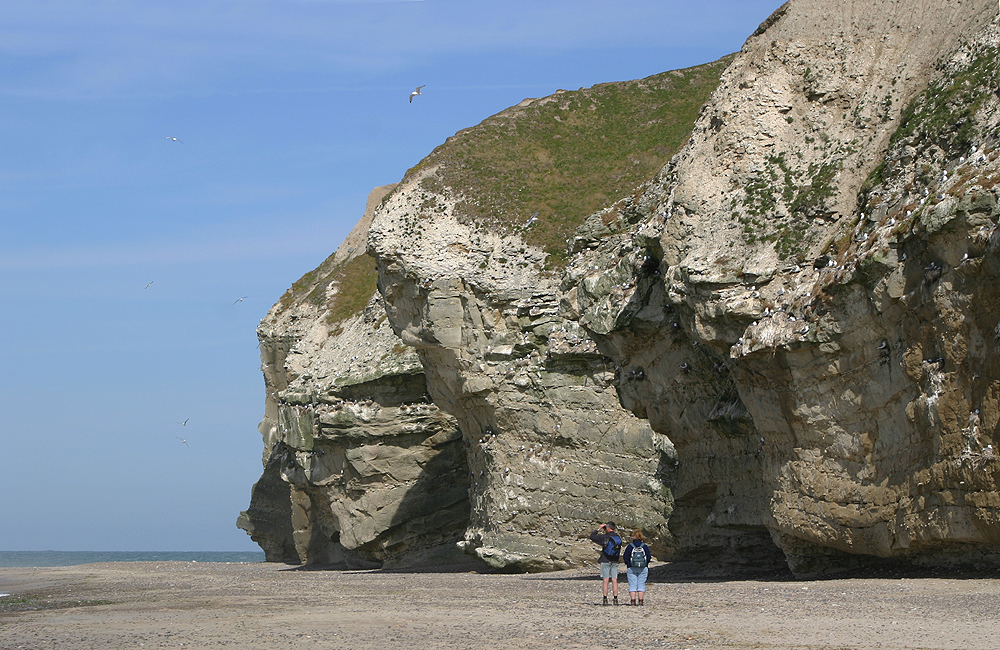
Bulbjerg, Blick gegen Osten.

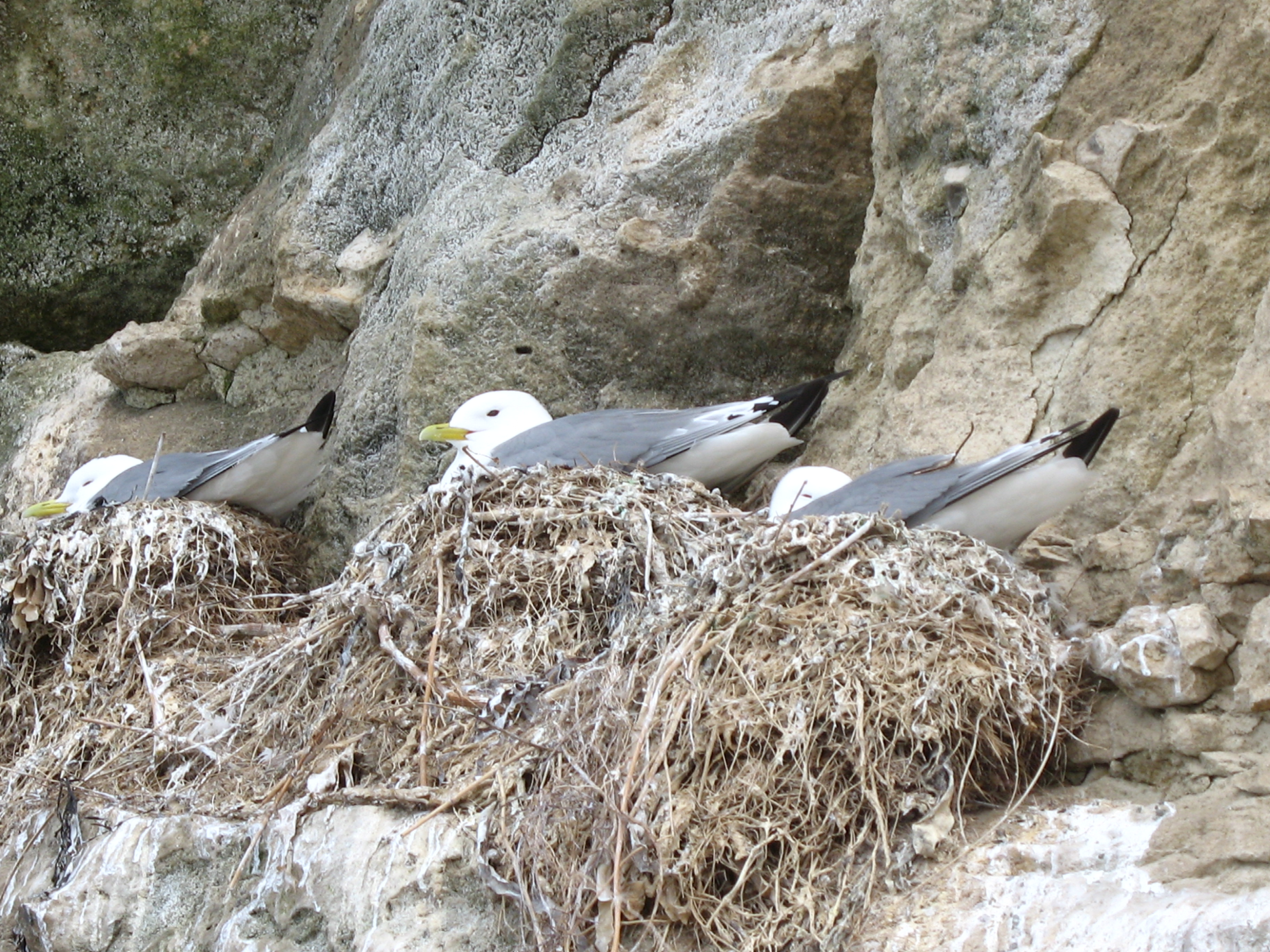
Dreizehenmöwen brüten am Bulbjerg.

Der Bulbjerg ist ein Kalkfelsen an der Küste der Jammerbucht im Norden von Jütland, Dänemark. Der Fels ragt deutlich aus der Küstenlinie hervor und erreicht 47 Meter Höhe.

## Geologie
Die Schichten der unteren 15 Meter sind 65 Millionen Jahre alt. Sie bestehen überwiegend aus Bryozoenkalk des Unteren Danium, die von eiszeitlichem Moränenlehm und Schmelzwasserschichten und schließlich von postglazialem Flugsand bedeckt sind. Nach der veralteten geologischen Periodisierung zählten die ältesten Schichten des Bulbjergs zum System Kreidezeit, während die Stufe des Daniums heute dem System Paläogen zugeordnet wird.
Der Fels bildete bis vor rund 2000 Jahren eine Insel im postglazialen Skagerrak, der damals große Teile der Halbinsel Thy bedeckte. Zu dieser Zeit entstanden die steilen Felswände nach Norden und Westen. Die Landfläche um den Bulbjerg begann sich über Meeresniveau zu heben, weil der Druck der Eispanzers mit dem Ende der Letzten Kaltzeit abnahm. Bis heute hebt sich Nordjütland um durchschnittlich 2 mm pro Jahr (20 cm in 100 Jahren). Zusätzlich sorgte die Meeresströmung durch Anlandung von Material dafür, dass die Inseln zu einer zusammenhängenden Landmasse verbunden wurden.
Am Fuß des Felsens lassen sich Fossilien (z. B. Seeigel und Seeigelstacheln) auflesen.

## Vogelfelsen
Bulbjerg ist der einzige Vogelfelsen in Jütland. Im Frühjahr und Frühsommer brütet hier die Dreizehenmöwe (Rissa tridactyla). 2008 wurden etwa 300 Brutpaare gezählt; diese Vogelart brütet in Mitteleuropa sonst nur noch auf Helgoland. Im Jahr 2000 brütete ein Eissturmvogel-Paar (Fulmarus glacialis) erstmals erfolgreich; seitdem sind weitere Bruten allerdings ausgeblieben. Außerdem kann man Eiderente, Trauerente und Kormoran antreffen.

## Skarreklit

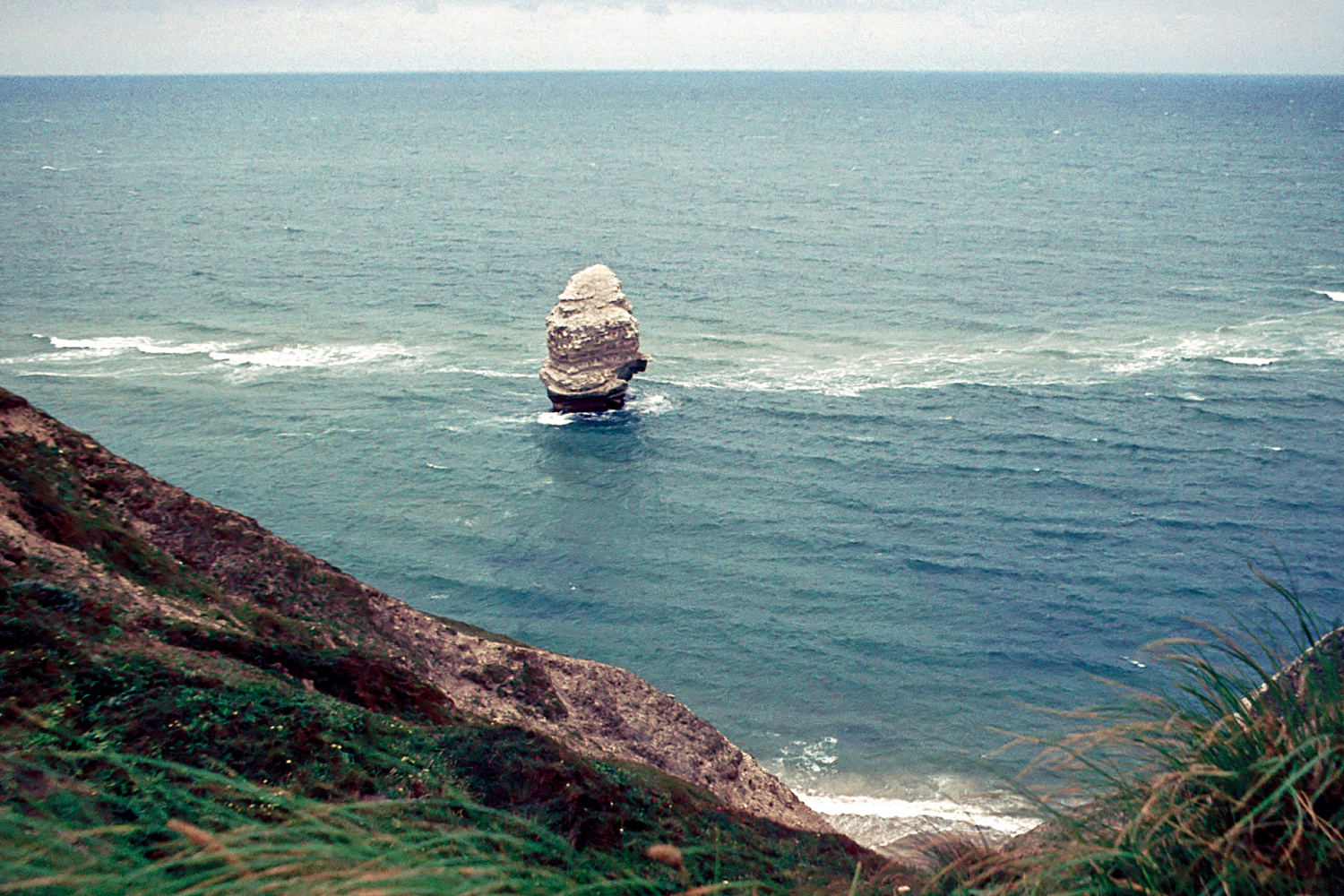
Skarreklit im August 1977

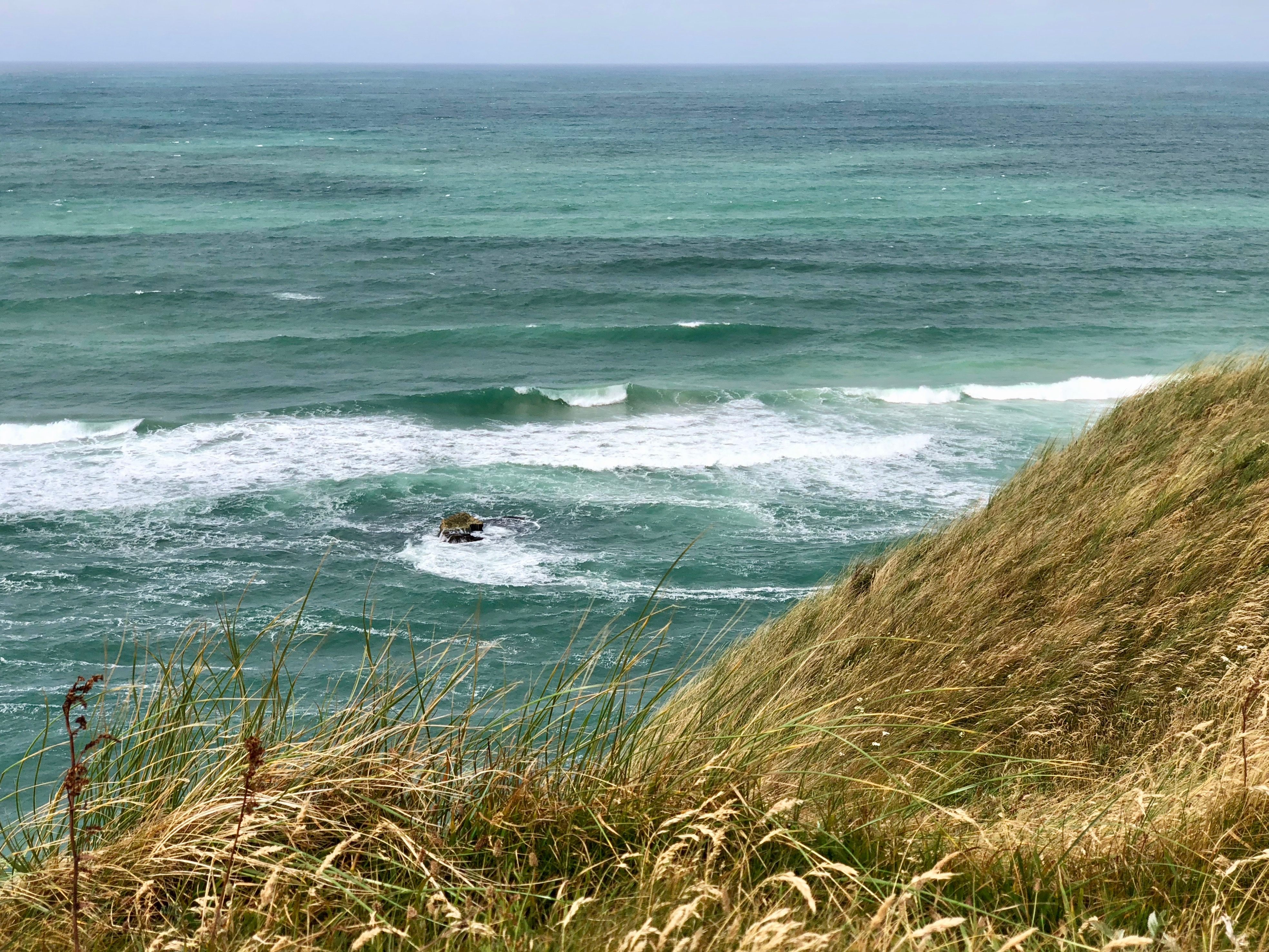
Skarreklit im Juli 2018

130 Meter vor der Strandlinie ragt der Stumpf der ehemaligen Felsnadel „Skarreklit“ aus dem Meer. Durch die Brandung erodierte in vorgeschichtlicher Zeit die Verbindung zwischen diesem Felsabschnitt und dem Festland. Die freistehende Felsnadel erreichte zuletzt noch eine Höhe von 16 Metern, bis sie in der Nacht zum 19. September 1978 einem Herbststurm zum Opfer fiel. Heute ist nur ein flacher Stumpf zurückgeblieben.